# Asilomaria ampullata
Asilomaria ampullata är en plattmaskart som beskrevs av Tor Karling 1966. Asilomaria ampullata ingår i släktet Asilomaria och familjen Archimonocelididae. Inga underarter finns listade i Catalogue of Life.